# Aleksandar Ivanović
Aleksandar Leso Ivanović na crnogor. ćiril. Александар Лесо Ивановиһ (1911. – 1965.) crnogorski je pjesnik. 
Stilski pripada modernoj crnogorskoj poeziji. 
Njegova lirika, ispunjena sjetom i melankolijom, jednako je nosila prepoznatljivi pečat i bila prilagođena vremenu u kojem je stvarao. Dobio je Trinaestojulske nagrade. 
Objavio je za života dvije zbirke pjesama: Stihovi i Čapur u kršu.
Njegove pjesme Kari Šabanove, Biljarda, Ljudi sjenke se smatraju antologijske u crnogorskoj nacionalnoj književnosti.